# Association sportive Nyuki
Maillots
L'Association Sportive Nyuki est un club congolais de football basé à Butembo dans le Nord-Kivu. Il évolue actuellement en deuxième division congolaise, la Ligue2.
Président en fonction : Mbindule Mitono Crispin 

## Histoire
Il a été fondé en 1977 dans la ville de Butembo et est allé une équipe inconnue dans son pays jusqu'à ce qu'au cours de la saison 2017/18 il a gagné la Coupe du Congo a battu en finale 2-1face à la JS Kinshasa, en se convertissant dans la première équipe de Butembo à gagner un titre sportif, et avec cela a remporté son classement à la Linafoot pour la première fois dans son histoire,. Au niveau international a participé à un tournoi continental, la Coupe Confédération de la CAF 2018-19, où il a été éliminé au premier tour par l'équipe du Petro Atlético d'Angola.

### Émeute du 14 septembre 2008
Dimanche 14 septembre 2008, une émeute a éclaté à l'occasion d'un match de football à Butembo, province du Nord-Kivu, dans l'est de la République démocratique du Congo,. Les équipes jouées étaient Socozaki et Nyuki System, qui sont deux clubs locaux dont les matchs sont considérés comme des derbies. Les émeutes ont été déclenchées par des accusations selon lesquelles l'un des joueurs de football utilisait la sorcellerie. Nyuki était en train de perdre le match, et son gardien de but a tenté d'avancer sur le terrain et de lancer un sort qui renverserait le jeu. Cela a provoqué une bagarre entre les joueurs, et lorsqu'un commandant de police a tenté d'intervenir, il a été bombardé par les pierres des spectateurs. Pour reprendre le contrôle de la situation, les forces de police auraient tiré des cartouches de gaz lacrymogène dans la foule, ce qui a provoqué une bousculade,,.
Selon certaines sources, les autorités policières ont tiré des grenades lacrymogènes sur la foule pour contenir la situation, provoquant une défaite de shogi parmi les foules qui tentaient d'évacuer.
Lors du Derby de la ville, le 14 septembre 2008, face à l'AS Nyuki, il y a une émeute entre les deux camps de supporteurs, qui provoque la mort de 13 personnes.
Le lendemain, des dizaines d'adolescents ont organisé une maniféstation dans la ville. Le gouverneur régional, Julien Paluku, a assisté aux funérailles et rendu visite aux blessés à l'hôpital, et a promis une enquête complète sur les événements. Il a indiqué que les tirs en l'air par la police avaient semé la panique et que les morts avaient ensuite été provoquées par le vol de masse qui a suivi. 13 personnes ont été tuées par suffocation, tandis que 36 autres ont été blessées. À deux ou trois exceptions près, les victimes étaient toutes des enfants; la plupart avaient entre 11 et 16 ans. Une équipe de onze membres a été mise en place pour étudier l'incident par le régime local.
La radio locale financée par l'ONU, Radio Okapi, a rapporté les événements. Le Nord-Kivu a été le théâtre d'un conflit généralisé entre les forces gouvernementales congolaises et les rebelles ces dernières années, et un grand nombre de personnes ont été déplacées. Malgré le fait que la deuxième guerre du Congo se soit officiellement terminée en 2003, la violence fait toujours rage dans cette partie du pays. Les croyances animistes traditionnelles sont toujours fortes dans cette partie de l'Afrique et coexistent avec le christianisme et l'islam.

### Historique des logos

Logo avant 2018
Logo actuel

### Historique des maillots
|  |  |  |  |  |  |  |  |

## Aspects juridiques et économiques
Le tableau ci-dessous résume les différents budgets prévisionnels de l'AS Nyuki saison après saison.
| Saison | 2018-2019 |
| Budget | 4 M$      |

## Palmarès
- Coupe de RDC
  - Vainqueur : 2018

## Personnalités du club

### Presidents
- 2017-2018 :  Nikel Kambale[16]
- 2018- 2023 :  Julien Paluku [15]
- 2023- :  Crispin Mbindule

### Entraîneurs
- 2016-2017 :  Abdou Razzak Sengamayi
- 2017-2018 :  Todet Farini Mbweki[16]
- 2018-2019 :  Aruna Harerimana[17]
- 2019-2022 :  Addy Bukaraba[18]